# Салимханов, Юрий Адилбегович
Юрий Адилбегович Салимханов (15 марта 1965, Московская область — 13 августа 1996) — старший оружейный техник ОМОНа ГУВД Московской области, младший лейтенант милиции.

## Биография
Родился 15 марта 1965 года в Ленинском районе Московской области. Отец родом из с. Алмак Казбековского района Республики Дагестан, аварец по происхождению. Его имя присвоено школе № 2 Казбековского района Дагестана. После окончания средней школы работал слесарем в совхозе. После действительной военной службы вернулся на прежнее место работы. В 1989 году по рекомендации трудового коллектива поступил на службу в органы внутренних дел, став бойцом пожарной части. В феврале 1992 года перевелся в ОМОН ГУВД Московской области. Здесь, получив соответствующую профессиональную подготовку, стал старшим оружейным техником отряда.
Боец подмосковного ОМОНа Юрий Салимханов несколько раз выезжал в длительные командировки в Чеченскую республику, где федеральные силы предпринимали усилия по восстановлению конституционного порядка и разоружению незаконных вооруженных формирований.
Погиб 13 августа 1996 в городе Грозном. Похоронен на кладбище деревни Мамоново Ленинского района Московской области.
Указом Президента Российской Федерации № 84 от 26 января 1998 года младшему лейтенанту милиции Салимханову Юрию Адилбеговичу присвоено звание Героя Российской Федерации.
Награждён орденом Мужества, медалью «За отвагу» (1995).
Имя Героя выгравировано на мемориальной доске в здании Главного управления внутренних дел Московской области. 
Приказом министра внутренних дел Российской Федерации Юрий Салимханов навечно зачислен в списки личного состава Отряда милиции особого назначения Московской области, его портрет помещен в мемориальном зале музея Московской областной милиции.